# ArtRAVE: the ARTPOP ball
artRAVE: the ARTPOP ball는 미국의 가수 레이디 가가의 네 번째 콘서트 투어로, 세 번째 정규 앨범인 Artpop (2013)을 서포터한다. 2014년 5월부터 7월까지 먼저 북아메리카를 방문해 총 29회 공연을 펼치고 유럽을 방문해 21회 공연을 펼칠 예정이다.

## 투어 일정
| 날짜               | 도시         | 국가           | 장소                          |
| ------------------ | ------------ | -------------- | ----------------------------- |
| 북아메리카         |              |                |                               |
| 2014년 5월 4일     | 포트로더데일 | 미국           | BB&T Center                   |
| 2014년 5월 6일     | 애틀랜타     | 미국           | Philips Arena                 |
| 2014년 5월 8일     | 피츠버그     | 미국           | Consol Energy Center          |
| 2014년 5월 10일    | 언캐스빌     | 미국           | Mohegan Sun Arena             |
| 2014년 5월 12일    | 필라델피아   | 미국           | Wells Fargo Center            |
| 2014년 5월 13일    | 뉴욕         | 미국           | Madison Square Garden         |
| 2014년 5월 15일    | 워싱턴 D.C   | 미국           | Verizon Center                |
| 2014년 5월 18일    | 클리블랜드   | 미국           | Quicken Loans Arena           |
| 2014년 5월 20일    | 세인트폴     | 미국           | Xcel Energy Center            |
| 2014년 5월 22일    | 위니펙       | 캐나다         | MTS Centre                    |
| 2014년 5월 25일    | 캘거리       | 캐나다         | Scotiabank Saddledome         |
| 2014년 5월 26일    | 에드먼턴     | 캐나다         | Rexall Place                  |
| 2014년 5월 28일    | 시애틀       | 미국           | Key Arena                     |
| 2014년 5월 30일    | 벤쿠버       | 캐나다         | Rogers Arena                  |
| 2014년 6월 2일     | 산디에고     | 미국           | Viejas Arena                  |
| 2014년 6월 3일     | 새너제이     | 미국           | SAP Center at San Jose        |
| 2014년 6월 26일[A] | 밀워키       | 미국           | Marcus Amphitheater           |
| 2014년 6월 28일    | 아틀란틱     | 미국           | Boardwalk Hall                |
| 2014년 6월 30일    | 보스턴       | 미국           | TD Garden                     |
| 2014년 7월 2일     | 몬트리올     | 캐나다         | Bell Centre                   |
| 2014년 7월 9일     | 토론토       | 캐나다         | Air Canada Centre             |
| 2014년 7월 11일    | 시카고       | 미국           | United Center                 |
| 2014년 7월 14일    | 샌안토니오   | 미국           | AT&T Center                   |
| 2014년 7월 16일    | 휴스턴       | 미국           | Toyota Center                 |
| 2014년 7월 17일    | 댈러스       | 미국           | American Airlines Center      |
| 2014년 7월 19일    | 라스베이거스 | 미국           | MGM Grand Garden Arena        |
| 2014년 7월 21일    | 로스앤젤레스 | 미국           | Staples Center                |
| 아시아             |              |                |                               |
| 2014년 8월 13일    | 동경         | 일본           | Chiba Marine Stadium          |
| 2014년 8월 14일    | 동경         | 일본           | Chiba Marine Stadium          |
| 2014년 8월 16일    | 서울         | 대한민국       | Olympic Stadium               |
| 오세아니아         |              |                |                               |
| 2014년 8월 20일    | 퍼스         | 오스트레일리아 | Perth Arena                   |
| 2014년 8월 23일    | 맬버른       | 오스트레일리아 | Rod Laver Arena               |
| 2014년 8월 23일    | 브리즈번     | 오스트레일리아 | Brisbane Entertainment Centre |
| 2014년 8월 23일    | 시드니       | 오스트레일리아 | Allphones Arena               |
| 유럽               |              |                |                               |
| 2014년 9월 23일    | 앤트워프     | 벨기에         | Sportpaleis                   |
| 2014년 9월 24일    | 암스테르담   | 네덜란드       | Ziggo Dome                    |
| 2014년 9월 27일    | 헤르닝       | 덴마크         | Jyske Bank Boxen              |
| 2014년 9월 29일    | 오슬로       | 노르웨이       | Telenor Arena                 |
| 2014년 9월 30일    | 스톡홀름     | 스웨덴         | Ericsson Globe                |
| 2014년 10월 3일    | 햄버그       | 독일           | O2 World                      |
| 2014년 10월 5일    | 프라하       | 체코           | O2 Arena                      |
| 2014년 10월 7일    | 쾰른         | 독일           | Lanxess Arena                 |
| 2014년 10월 9일    | 베를린       | 독일           | O2 World                      |
| 2014년 10월 15일   | 버밍햄       | 영국           | National Indoor Arena         |
| 2014년 10월 17일   | 더블린       | 아일랜드       | The O2                        |
| 2014년 10월 19일   | 글래스고     | 스코틀랜드     | SSE Hydro                     |
| 2014년 10월 21일   | 맨체스터     | 영국           | Phones 4u Arena               |
| 2014년 10월 23일   | 런던         | 영국           | The O2 Arena                  |
| 2014년 10월 30일   | 파리         | 프랑스         | Zénith de Paris               |
| 2014년 10월 31일   | 파리         | 프랑스         | Zénith de Paris               |
| 2014년 11월 2일    | 빈           | 오스트리아     | Wiener Stadthalle             |
| 2014년 11월 4일    | 밀라노       | 이탈리아       | Mediolanum Forum              |
| 2014년 11월 6일    | 취리히       | 스위스         | Hallenstadion                 |
| 2014년 11월 8일    | 바르셀로나   | 스페인         | Palau Sant Jordi              |
| 2014년 11월 10일   | 리스본       | 포르투갈       | MEO Arena                     |